# José Avelino Bettencourt
José Avelino Bettencourt (Velas, 22 maggio 1962) è un arcivescovo cattolico e diplomatico portoghese naturalizzato canadese, dal 30 agosto 2023 nunzio apostolico in Camerun e Guinea Equatoriale.

## Biografia
Nato a Velas (Azzorre) nel 1962, emigra in giovane età con la famiglia in Canada.

### Formazione e ministero sacerdotale
Ordinato sacerdote il 29 maggio 1993, inizia il suo ministero nell'arcidiocesi di Ottawa. Si laurea in lettere e poi in teologia all'Università di Ottawa.
Entra nel servizio diplomatico della Santa Sede nel 1999 e consegue il dottorato in diritto canonico alla Pontificia Università Gregoriana. Esercita il suo ministero presso la nunziatura apostolica della Repubblica democratica del Congo per poi passare alla Segreteria di Stato della Santa Sede. Dal 2003 è cappellano di Sua Santità.
Il 14 novembre 2012 papa Benedetto XVI lo nomina capo del protocollo della Segreteria di Stato della Santa Sede. È inoltre responsabile dei contatti con le ambasciate accreditate presso la Santa Sede e presso l'autorità centrale vaticana.

### Ministero episcopale
Il 26 febbraio 2018 papa Francesco lo nomina nunzio apostolico e lo eleva alla sede titolare di Cittanova, con dignità di arcivescovo; dal 1º marzo è nunzio apostolico in Armenia e dall'8 marzo nunzio apostolico in Georgia. Si occupa dei rapporti della Santa Sede con la Chiesa apostolica armena e con la Chiesa ortodossa georgiana. Durante la guerra del Nagorno Karabakh del 2020 la Santa Sede promuove lo scambio di prigionieri di guerra e ha fatto appello alla pace. Dopo l'invasione russa dell'Ucraina del 2022 dichiara che la popolazione georgiana teme che la Georgia possa essere il prossimo bersaglio dei russi.
Il 30 agosto 2023 papa Francesco lo nomina nunzio apostolico in Camerun e Guinea Equatoriale.

## Genealogia episcopale
La genealogia episcopale è:
- Cardinale Scipione Rebiba
- Cardinale Giulio Antonio Santori
- Cardinale Girolamo Bernerio, O.P.
- Arcivescovo Galeazzo Sanvitale
- Cardinale Ludovico Ludovisi
- Cardinale Luigi Caetani
- Cardinale Ulderico Carpegna
- Cardinale Paluzzo Paluzzi Altieri degli Albertoni
- Papa Benedetto XIII
- Papa Benedetto XIV
- Papa Clemente XIII
- Cardinale Bernardino Giraud
- Cardinale Alessandro Mattei
- Cardinale Pietro Francesco Galleffi
- Cardinale Giacomo Filippo Fransoni
- Cardinale Carlo Sacconi
- Cardinale Edward Henry Howard
- Cardinale Mariano Rampolla del Tindaro
- Cardinale Antonio Vico
- Arcivescovo Filippo Cortesi
- Arcivescovo Zenobio Lorenzo Guilland
- Vescovo Anunciado Serafini
- Cardinale Antonio Quarracino
- Papa Francesco
- Arcivescovo José Avelino Bettencourt